# 儒家神道

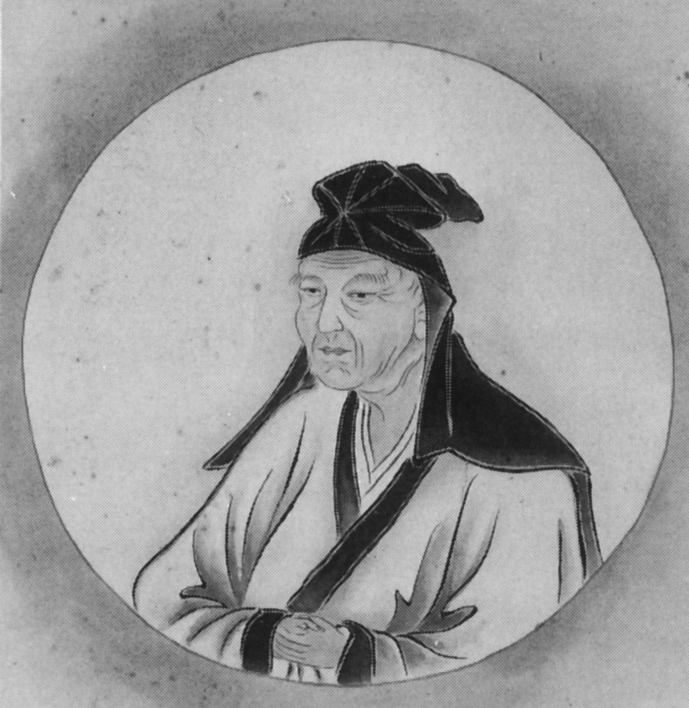
林羅山

儒家神道（じゅかしんとう、じゅけしんとう）は、江戸時代において儒学者によって提唱された神道である。神儒一致思想とも呼ばれる。

## 歴史
神儒一致思想は江戸時代に儒学者の林羅山によって提唱されてから多数の儒学者によって説かれるようになったが、儒教の立場から神道を説く者は古くから存在していた。北畠親房の『神皇正統記』や度会家行の『類聚神祇本源』などにその思想が見られる他、清原宣賢の神道説には宋学の理論が取り入れられていた。
江戸時代に入ると、藤原惺窩が神道と儒教は本来同一のものであると説いている。林羅山の神儒一致思想はその師である惺窩の論を継承し発展させたものである。羅山が自ら理当心地神道と称した神儒一致思想の特徴としては、徹底した排仏思想が基本にあることが挙げられる。羅山が登場するより前の神儒一致思想には排仏思想は見られない。羅山の『本朝神社考』では神仏習合思想や吉田神道が批判されている。また、羅山は三種の神器が『中庸』の智・仁・勇の三徳を表すものであると考えた。『神道伝授』では、歴代の天皇はその心に清明なる神が宿り、神の徳と力によって国家が統治されてきた、その統治の理念が神道であり王道であるとし、神道と王道は同意であると主張した。
林羅山の神儒一致思想は多くの神道家や儒学者の説に影響を及ぼした。外宮神職であった度会延佳が創始したいわゆる後期伊勢神道も神儒一致思想の影響を受けている。しかし、政治理論であった羅山の神道説とは異なり、延佳の説は日本人の日常生活に視点を置いていた。延佳は神道を日常生活の中にある道義であると考えた。
朱子学者の山崎闇斎が提唱した垂加神道は、他の儒学者の神道説とは異なり易姓革命を否定していた。闇斎は天皇と臣下との関係は不変であるとし、臣下のあるべき姿を説いた。水戸学は栗山潜鋒を通じて垂加神道の影響を受けていた。
江戸時代前期に大きな勢力を有した神儒一致思想であったが、これを批判する流れから成立したのが復古神道である。

## 思想
神儒一致思想には儒教に重きを置くものと神道に重きをおくものがある。林羅山や貝原益軒、三輪執斎などの説は前者の傾向が強いが、雨森芳洲、山鹿素行、熊沢蕃山、二宮尊徳、帆足万里、徳川斉昭、藤田東湖などの説は後者の傾向が強い。
貝原益軒は儒教の経書は神道の経典になるべきと考えた。また、益軒は儒教の理を用いて神道を解釈すべきとし、神道を儒教の天と同一視していた。三輪執斎は『中庸』に神道の極意が存在すると考えた。
雨森芳洲は三種の神器が仁・明・武の三徳を表すものであるとし、儒教は神道への注釈であると考えた。一方、熊沢蕃山は三種の神器が知・仁・勇の三徳を表すものであるとした。山鹿素行は聖教（儒教）渡来以前から日本にも聖教（神道）が存在し、天皇が断絶せずに続いていることが、大陸より日本が徳化が行き渡っている証拠だとし、日本こそが「中朝」であるとする日本＝中国説を唱えた。二宮尊徳は神道、儒教、仏教の中で神道を重視し、神道は開闢の大道であると主張している。徳川斉昭や藤田東湖は神道と儒教に優劣をつけることはしなかったが、東湖は神道には天照大神の神訓に由来する道義が存在すると主張した。斉昭が指導したいわゆる後期水戸学の特徴としては、易姓革命を否定し、尊王の立場をとったことが挙げられる。